# Jean Désy
Jean Désy, né le 7 mars 1954, est un médecin et écrivain canadien.

## Biographie
Il enseigne la littérature et la médecine à l'Université Laval et pratique celle-ci dans le Grand Nord québécois depuis 1978. Outre un doctorat en médecine, il détient une maîtrise en philosophie et un doctorat en littérature obtenu en 1990. Tous ses diplômes proviennent de l’Université Laval, à Québec
Il s'identifie comme étant un "Nordiciste", un adjectif créé par Louis-Edmond Hamelin signifiant que le poète se passionne exclusivement pour les régions nordiques et la saison hivernale dans son œuvre. Il est aussi un grand défenseur et promoteur des cultures autochtones, particulièrement la nation innue.
Très sensible à la cause environnementaliste, à un journaliste de La presse, en 2020, il déclare: « L’art n’est pas un divertissement, mais une notion fondamentale pour survivre, aussi essentielle que manger. Une société rationaliste au point de ne plus croire à la valeur des arbres, des oiseaux ou des nuages, et ne croyant qu’à la valeur des machines, du web ou des fusées spatiales, est une société très malade. Si on n’aime pas le monde dans lequel on se trouve, je comprendrais mal que ce monde nous aime à son tour... »

## Œuvres

### Poésie
- Miction sous les étoiles, avec cinq dessins de Marie Laberge, Québec, Le Palindrome, 1990, 66 p.  (ISBN 2980115444)
- Kavisilaq : impressions nordiques, avec des œuvres de Aisa Amittu, Québec, Éditions du Loup de gouttière, 1992, 61 p.  (ISBN 2-921310-15-5)
- Ô Nord, mon amour, Québec, Éditions du Loup de gouttière, 1998, 85 p.  (ISBN 2-921310-88-0)
- Toundra, avec des encres de Pierre Lussier, Montréal, Éditions XYZ, 2009, 130 p.  (ISBN 978-2-89261-559-3)
- Chez les ours, avec des photographies d'Isabelle Duval, Montréal, Mémoire d'encrier, 2012, 81 p.  (ISBN 9782897120344)
- Bras-du-Nord, en collaboration avec Normand Génois, Montréal, Mémoire d'encrier, 2015, 87 p.  (ISBN 9782897123277)
- Chorbacks, Montréal, Mémoire d'encrier, 2017, 93 p.  (ISBN 9782897125103)
- Noires épinettes, avec des photographies de Isabelle Duval, Trois-Rivières, Éditions d'art Le Sabord, 2017, 57 p.  (ISBN 9782924085332)
- Hymne à l'amoune, Montréal, Mémoire d'encrier, 2019, 87 p.  (ISBN 9782897126209 et 2897126205)
- Non je ne mourrai pas, Montréal, Mémoire d'encrier, 2021, 115 p.  (ISBN 9782897127558 et 2897127554)
- Ma nature poétique, Éditions XYZ, 2023
- Torrent d'âmes pour la terre, Éditions les Heures bleues, 2023

### Romans
- La Saga de Freydis Karlsevni, Montréal, L'Hexagone, 1990, 101 p.  (ISBN 2890063909)
- Baie Victor, Sillery, Septentrion, 1992, 152 p.  (ISBN 292111481X)
- L'espace Montauban : le dernier roman scout, Sainte-Foy, Éditions La Liberté, 1996, 239 p.  (ISBN 2-89084-085-9)
- Le coureur de froid, Montréal, Éditions XYZ, 2001, 100 p.  (ISBN 9782892613063, 289261306X et 9782897722104)
- L'île de Tayara, Montréal, Éditions XYZ, 2004, 248 p.  (ISBN 2-89261-411-2 et 9782892614114)
- La Poune ressuscitée : roman-théâtre, Montréal, Éditions XYZ, 2007, 130 p.  (ISBN 978-2-89261-497-8)
- Nepalium tremens, Montréal, Éditions XYZ, 2011, 248 p.  (ISBN 978-2-89261-643-9)
- Tuktu, illustré par Jean Hudon, Montréal, Les Heures bleues, 2018, 76 p.  (ISBN 9782924537824)

### Nouvelles
- L'Horreur est humaine : 11 récits d'angoisse, d'épouvante et d'humour noir, Québec, Le Palindrome, 1989, 252 p.  (ISBN 2980115436)

- Un Dernier cadeau pour Cornélia, Montréal, Éditions XYZ, 1989, 1989, 110 p.  (ISBN 2892610184)
- Urgences : récits et anecdotes : un médecin raconte, Sainte-Foy, Éditions la Liberté, 1990, 95 p.  (ISBN 289084059X)
- Docteur Wincot, avec des œuvres de Nicole Gagné Ouellet, Québec, Le Loup de gouttière, 1995, 134 p.  (ISBN 2-921310-51-1)
- Au nord de nos vies, Montréal, Éditions XYZ, 2006, 125 p.  (ISBN 978-2-89261-463-3 et 2-89261-463-5)
- Entre le chaos et l'insignifiance : histoires médicales, Montréal, Éditions XYZ, 2009, 103 p.  (ISBN 978-2-89261-547-0)

### Récits
- L'Aventure d'un médecin sur la Côte-Nord, Montréal, Éditions du Trécarré, 1986, 175 p.  (ISBN 2892491738)
- Pour moi... la mer... : florilège de Minganie, Québec, Le Palindrome, 1988, 95 p.  (ISBN 2980115428)
- Voyage au nord du Nord, Québec, Éditions le Loup de gouttière, 1993, 218 p.  (ISBN 2-921310-31-7)
- Nunavik : carnets de l'Ungava, textes de Jean Désy et photographies d'Alain Parent, Saint-Lambert, Les Heures bleues, 2000, 126 p.  (ISBN 2-922265-13-7)
- Nomades en pays maori : propos sur la relation père-fille, Montréal, Éditions XYZ, 2003, 173 p.  (ISBN 2-89261-374-4 et 9782892613742)
- Carnets du Kilimandjaro, avec des photographies de Claude Hamel et de Robert Hamer, Montréal, Les Heures bleues, 2007, 126 p.  (ISBN 978-2-922265-46-0)
- La route sacrée, en collaboration avec Isabelle Duval avec une postface de Pierre-Olivier Tremblay, Montréal, Éditions XYZ, 2017, 394 p.  (ISBN 9782897720452, 9782897720469 et 9782897720476)
- Être et n'être pas : chronique d'une crise nordique, illustration en couverture et postface : Niap, Montréal, Éditions XYZ, 2019, 189 p.  (ISBN 9782897721725, 9782897721732 et 9782897721749)

### Essais
- La Rêverie du froid, Québec, Le Palindrome, 1991, 155 p.  (ISBN 2890840727)
- Du fond de ma cabane : éloge de la forêt et du sacré : méditations, Montréal, Éditions XYZ, 2002, 148 p.  (ISBN 2892613663 et 9782892613667)
- Âme, foi et poésie, avec une préface de Thomas De Koninck, Montréal, Éditions XYZ, 2007, 147 p.  (ISBN 978-2-89261-487-9)
- L'esprit du Nord : propos sur l'autochtonie québécoise, le nomadisme et la nordicité, Montréal, Éditions XYZ, 2010, 225 p.  (ISBN 978-2-89261-578-4)
- Amériquoisie, Montréal, Mémoire d'encrier, 2016, 89 p.  (ISBN 9782897124052)
- L'irrationalité nécessaire : de Platon à Einstein : les poètes, Montréal, Éditions XYZ, 2020, 204 p.  (ISBN 9782897722531 et 2897722533)
- Soigner la médecine, Éditions XYZ, 2024

### Correspondances
- Lettres à ma fille, avec des œuvres de Guy Paquet, Québec, Éditions du Loup de gouttière, 1997, 139 p.  (ISBN 2-921310-74-0)
- Uashtessiu, lumière d'automne, Montréal, Mémoire d'encrier, 2010, 111 p.  (ISBN 978-2-923713-26-7)

### Anthologies
- Vivre ne suffit pas : anthologie, avec une préface d'Yves Laroche et des choix de textes d'André Bresson, Yves Laroche et André Trottier, Montréal, Éditions XYZ, 2011, 143 p.  (ISBN 978-2-89261-640-8)
- Isuma : anthologie de poésie nordique, Montréal, Mémoire d'encrier, 2013, 173 p.  (ISBN 9782897121143, 9782897121150 et 9782897121167)
- L'accoucheur en cuissardes, Montréal, Éditions XYZ, 2015, 223 p.  (ISBN 9782892618969, 9782892618983 et 9782892618976)

### Histoire
- La Baie-James des uns et des autres, Québec, Les Productions FH inc., 2009, 304 p.  (ISBN 9782981125002)

## Prix et honneurs
- 2020 Prix du Salon du livre de Québec pour l'essai "Être et n'être pas"[6]
- 2016 Prix de poésie Jean-Noël Pontbriand
- 2013 Finaliste au Salon du livre du Saguenay-Lac-Saint-Jean pour "L'accoucheur en cuissardes".
- 2010 Prix des Écrivains francophones d'Amérique pour le recueil "Toundra/Tundra"
- 2008 Prix "Communication et société" du Salon du livre de l'Outaouais pour "Âme, foi et poésie"
- 2007 Prix dans la catégorie "Récits et nouvelles" du Salon du livre du Saguenay Lac-Saint-Jean pour "Au nord de nos vies"
- 2003 Mention spéciale au Salon du livre du Saguenay Lac-Saint-Jean pour le récit "Du fond de ma cabane".
- 1996 Prix dans la catégorie fiction au Salon du livre du Saguenay Lac-Saint-Jean pour le recueil "Docteur Wincot".
- 1988 Troisième prix du concours Robert-Cliche pour le roman Baie Victor